# Zuidelijke bidsprinkhaanstijl
De zuidelijke bidsprinkhaanstijl is een Zuid-Chinese vechtkunst die oorspronkelijk voornamelijk werd beoefend door de Hakka. Het is een vechtstijl met korte, felle, krachtige arm- en beentechnieken en een directe benadering van de tegenstander. Er wordt voornamelijk gebruikgemaakt van armtechnieken waarbij de armen continu voor het lichaam worden gehouden. Doel van de technieken en vele oefeningen is het genereren van de zogenaamde “schrikkracht”, een manier om van korte afstand hard en snel te stoten. Gebruikte handtechnieken zijn onder andere: stoten met de uitgestoken knokkel van de wijsvinger, steken met de vingers, grijpen met de adelaars- of bidsprinkhaanklauw. Beentechnieken bestaan onder andere uit: trappen, kniestoten, balansverstoring.
Daarnaast worden ook diverse wapens beoefend: onder andere drietand, stok, hellebaard, te chek (sai; Japans)
Kenmerken van de stijl zijn onder andere phoenix vuist (vuist met uitgestoken knokkel van de wijsvinger), schrikkracht (kracht die met korte, felle bewegingen vanuit het lichaam wordt gegenereerd), ingetrokken buik waardoor het lijkt of de rug krom wordt gehouden.
Bekend vormen zijn onder andere Sam Bo Jin (drie stap speerhand), Say Moon Sau (vier poorten hand),
Sam Bo Pai Kiu (drie stap snijdende brug), Fut Sau (Boeddhahand).
Aanverwante stijlen Pak Mei (witte wenkbrauw stijl); Jook Lum Tong Long (Bamboe woud bidsprinkhaanstijl); Dit Ngau Tong Long (IJzeren Os bidsprinkhaanstijl); Lo Man Pai (Bedelaarsstijl).

## Historie
De belangrijkste scholen in de Zuidelijke Bidsprinkhaanstijl zijn:
- Chow Gar (周家) met onder meer Chow Gar Tong Long (周家螳螂)
- Chu Gar (朱家)
- Kwong Sai Jook Lum (江西竹林)
- Iron Ox (鐵牛)

Chow Gar, in de Hakka uitspraak Chu Gar, dankt zijn naam aan Chow Ah Naam (周亞南). Chow Ah Naam leefde in de 19e eeuw en volgens de legende leerde deze meester zijn kung fu in de Shaolin Tempel. Tijdens zijn verblijf in de tempel leerde hij vele vaardigheden waaruit hij het Chow Gar ontwikkelde.
Zijn opvolger was Wong Fook Go. Tijdens zijn omzwervingen door China ontmoette Wong Fook Go een jonge kung fu beoefenaar. De jonge beoefenaar wilde zijn kunde testen op Wong Fook Go.
Wong versloeg de jongeman met weinig moeite. Daarop werd de jongeman zijn beste leerling. Zijn naam was Lau Soei.

## Lau Soei
Lau Soei gaf tijdens zijn leven les aan vele leerlingen in China en Hongkong. Hij was een groot en bekende meester in het zuiden van China. Aangezien Lau Soei een Hakka chinees was gaf hij voornamelijk les aan Hakka Chinezen. Hij bracht diverse meesters voort onder andere Tam Wa, Chu Gung Wa, Cheng Chung. Zijn opvolger werd echter een cantonees, Ip Shui.

## Ip Shui
Ip Shui leerde eerst Hung Ga totdat hij verslagen werd door een leerling van Lau Soei. Hierdoor werd zijn interesse gewekt in het Chow Gar. Na veel aandringen werd hij aangenomen als leerling van Lau Soei.
Ondanks zijn magere uiterlijk was Ip Shui een krachtige meester die tot op hoge leeftijd zijn vaardigheden in het Chow Gar demonstreerde. Opvolger van Ip Shui was zijn zoon Ip Chee Keung.

## Ip Chee Keung
Ip Chee Keung had in eerste instantie weinig interesse in het Chow Gar. Pas na aandringen van zijn vader begon hij zijn training en kreeg hij gaandeweg meer interesse in deze stijl.
In 1974 vertrok Ip Chee Keung naar Londen en zette daar een school op. Een van zijn beste leerlingen was Paul Whitrod. Hij werd in 1987, tijdens een bezoek van Ip Shui en Ip Chee Keung, benoemd tot officiële vertegenwoordiger van het Chow Gar in Engeland.

## Paul Whitrod
Paul Whitrod begon al op jonge leeftijd met diverse vechtsporten. Hij maakte kennis met het Chow Gar toen Ip Chee Keung in Londen zijn school startte. Toen Ip Chee Keung na vier jaar terugging naar Hongkong zette Paul Whitrod zijn training voort in Hongkong bij Ip Chee Keung en zijn vader Ip Shui.
In 1987 begon sifu Paul Whitrod zijn school in Londen. Tot op de dag van vandaag geeft sifu Whitrod fulltime les in Londen.